# 横浜市震災記念館
横浜市震災記念館（よこはまししんさいきねんかん）は、かつて神奈川県横浜市西区にあった市立博物館。
1923年（大正12年）9月1日に発生した関東大震災の教訓を後世に伝えるため、震災翌年の1924年（大正13年）に開館した。2度の移転を経て後年は横浜市市民博物館に改組されたが、太平洋戦争の悪化により1945年（昭和20年）に廃止された。

## 歴史

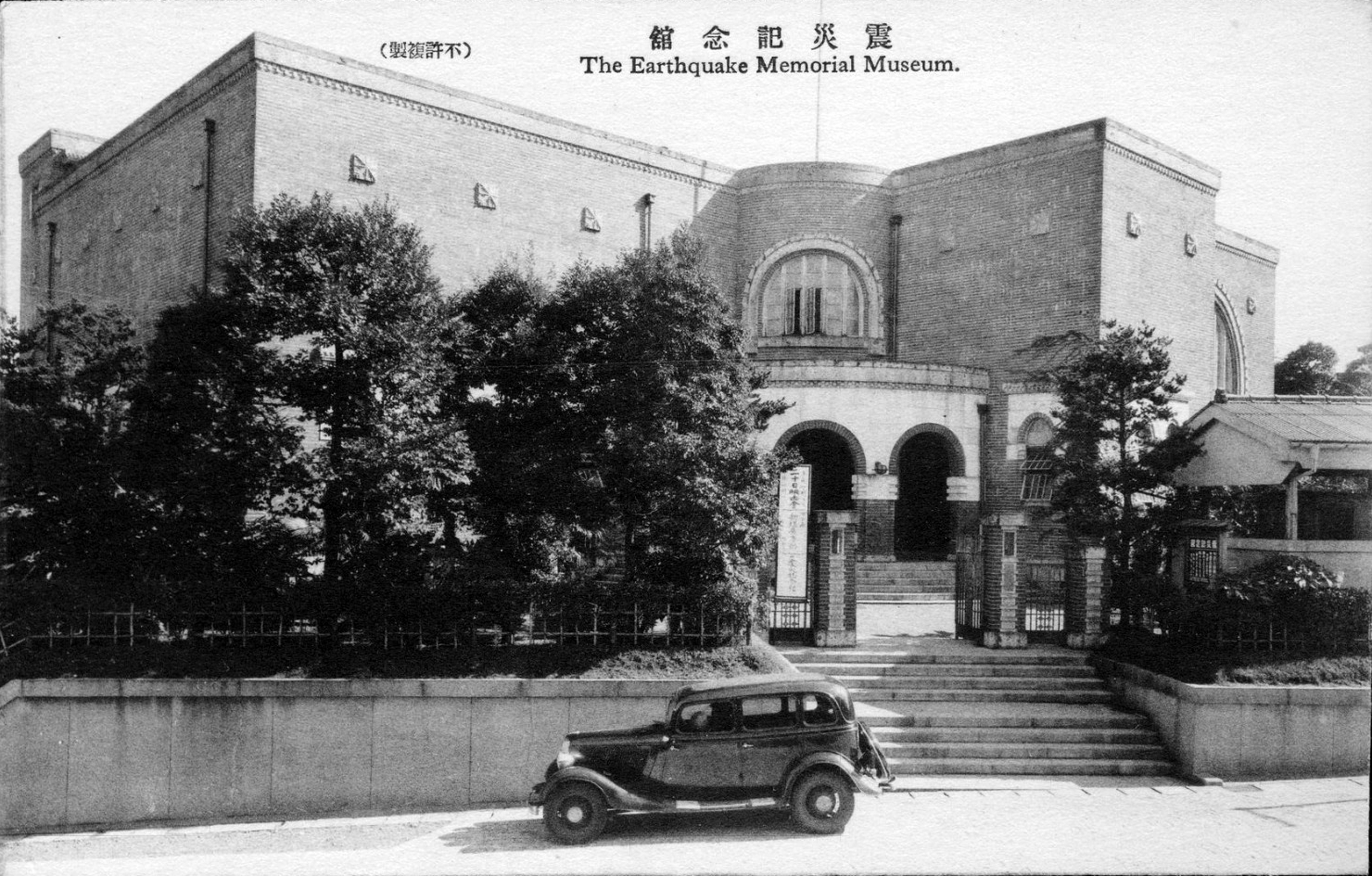
横浜市震災記念館（3代目）

1923年（大正12年）9月20日、当時の横浜市教育課長の中川直亮は、関東大震災の教訓を後世にも伝えるには、実物を用いて直観的に展示することが有効と考え、震災記念館の建設を発案した。1924年（大正13年）6月15日、横浜市北仲通の横浜小学校跡地に、罹災者収容に使われたバラックを移設して建設された。同年8月15日に竣工、震災1周年の9月1日に震災記念館と命名され開館した。開館間もなく、市議会は横浜小学校跡地を生糸検査所（現横浜第二合同庁舎）用地として農商務省に売却することを決定し、同省からの移転補償金8,300円を以って花咲町の瓦斯局跡地の本町小学校予定地に移転することとなり、横浜築港竣工祝賀会に合わせて1925年（大正14年）3月28日に仮館を開館した。当初は小学校の付属施設としての仮設の建物であったが、同年には市の事業として予算化され、老松町（当時の中区西戸部町境久保）の横浜市図書館別館として建設が決定した。1926年（大正15年）に新館建設が着工し、小学校建設に支障するため、仮館は1927年（昭和2年）に休館した。
1928年（昭和3年）8月1日に新館が開館した。1942年（昭和17年）ごろから金属類回収令により、展示品のうち金属類を失い、同年4月15日より一時休館した。同年9月1日に「横浜市市民博物館」に改組して再開館したが、1944年（昭和19年）11月には空襲激化のため展示を休止し、1945年（昭和20年）7月には震災記念館を含めた市の施設の休廃止が決定した。第二次世界大戦終結後も博物館として再開館することはなく、博物館の建物には横浜市立大学経済研究所、野毛山動物園事務所、横浜市史編纂室が入居し、1964年（昭和39年）7月1日からは結婚式場の「老松会館」に改められ、1991年（平成3年）まで使われた。その後、老松会館は移転し、建物は解体されて、跡地は1994年（平成6年）に開館した横浜市中央図書館の駐車場（野毛山自動車駐車場）になっている。
| 期間                           | 来館者数 （下段は一日平均） | 入場料収入 （下段は一日平均） |
| ------------------------------ | --------------------------- | ----------------------------- |
| 1928年8月1日～ 1928年11月30日  | 97,699人                    | 1,258円54銭                   |
| 1928年12月1日～ 1929年11月30日 | 172,157人 （504人）         | 3,873円03銭 （11円35銭）      |
| 1929年12月1日～ 1930年11月30日 | 106,535人 （306人）         | 3,973円84銭 （11円41銭）      |
| 1930年12月1日～ 1931年11月30日 | 86,392人 （248人）          | 2,969円13銭 （8円53銭）       |
| 1931年12月1日～ 1932年11月30日 | 68,175人 （191人）          | 2,115円14銭 （6円02銭）       |
| 1935年12月1日～ 1936年11月30日 | 62,609人 （179人）          | 1,840円65銭 （5円27銭）       |
| 1936年12月1日～ 1937年11月30日 | 65,661人 （188人）          | 1,823円42銭 （5円21銭）       |
| 1937年12月1日～ 1938年11月30日 | 54,005人 （155人）          | 1,804円93銭 （5円18銭）       |
| 1941年12月1日～ 1942年4月15日  | 13,838人 （110人）          | 527円58銭 （4円18銭）         |
| 1942年9月1日～ 1942年11月30日  | 47,188人 （536人）          | 1,300円37銭 （14円77銭）      |
| 1943年12月1日～ 1944年10月30日 | 53,078人 （176人）          | 1,493円20銭 （4円94銭）       |

1. ↑  『横浜に震災記念館があった』p147（一部期間資料掲載なし）
2. ↑  無料入館者を含む
3. 1 2  横浜市市民博物館

## 入館料
1928年8月1日の新館開館から8月9日までは入館無料であったが、以降大人2銭・子供1銭の入館料が定められ、1929年7月9日には大人5銭・子供2銭（引率では無料）と改定された。学校団体等は無料とされた。4月23日は復興記念日とされ、「愛市の花」を持参した来館者は入館無料となった。

## 展示内容

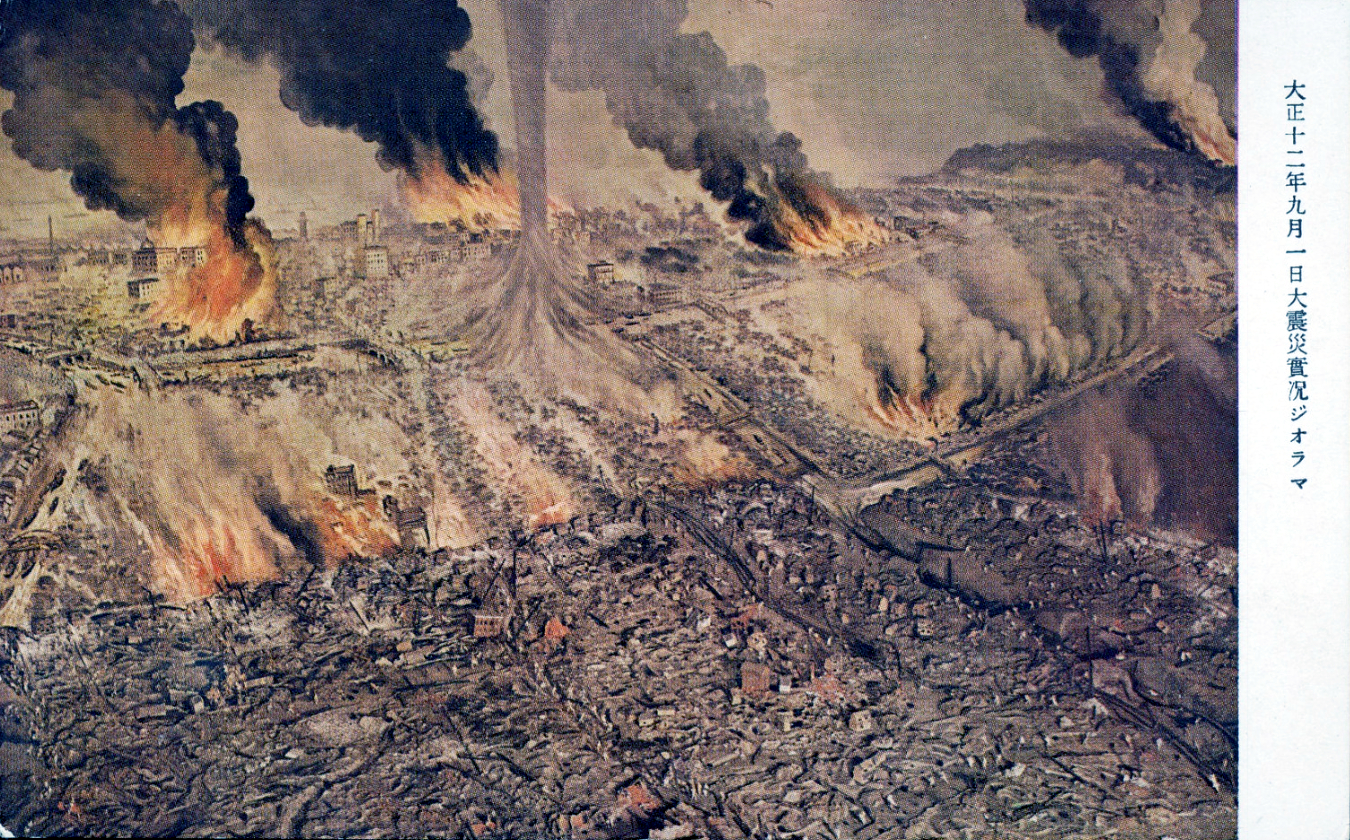
震災当時の様子を伝える館内のジオラマ展示

郷土史資料の部、震災の部、復興の部、市勢資料の部の4部構成であった。震災記念日の9月1日には特別展示や記録映画の上映が行われた。
- 郷土史資料の部

開港の歴史や、石鹸製造・生糸輸出・活字新聞などの創始、文化年表、人口や市域の変遷に関する展示があった。
- 震災の部

震災の被害や救護の状況を写真・図表・ジオラマなどで展示した。
- 復興の部

震災直後と復興後の比較写真、都市計画の図表、横浜公園などの復興事業の模型展示などが行われた。
- 市勢資料の部